# Martin Coblentz
Martin Coblentz (auch Coblenz) (* 1660 in Rathenow, † nach 1730) war ein deutscher Scharfrichter, Doktor der Medizin und „königlicher Hof- und Leibmedicus“.

## Leben
Martin Coblentz stammte, wie zu dieser Zeit üblich, aus einer Scharfrichterfamilie. Er war bis 1701 Scharfrichter in Berlin und wurde über seine Tätigkeit als letzter Scharfrichter zum Doktor der Medizin ernannt. Friedrich Wilhelm I. berief ihn 1706 nach 20 Jahren als Scharfrichter als Hof- und Leibmedikus an den preußischen Hof.
Am 6. November 1730 richtete er wahrscheinlich Hans-Hermann von Katte in Küstrin hin.
Zum Ende seiner Tätigkeit als Scharfrichter werden ihm 103 Hinrichtungen, eine für damalige Verhältnisse hohe Zahl, zugerechnet – seinem Vater zuvor 19 und seinem Großvater 68. Sein Richtschwert war bis 1749 Teil der Königlichen Rüstkammer.